# Star Trek: Short Treks
Star Trek: Short Treks, nota nel fandom anche con la sigla ST, è una serie televisiva antologica del 2018 creata da Bryan Fuller e Alex Kurtzman per CBS All Access (in seguito ribattezzata Paramount+). Originariamente pensata come serie affiancata a Star Trek: Discovery, composta da cortometraggi che utilizzano i set e i personaggi di Discovery e di altre serie attuali di Star Trek, quali Picard e Strange New Worlds. I cortometraggi durano tra i 10 e i 20 minuti.
Dopo aver firmato un accordo per espandere il franchise di Star Trek in televisione, Kurtzman ha annunciato Short Treks nel luglio del 2018 come il primo di questi progetti. I primi quattro episodi sono stati trasmessi tra l'ottobre 2018 e il gennaio 2019, tra la prima e la seconda stagione di Discovery. I cortometraggi erano per lo più prodotti utilizzando il cast e lo staff di Discovery, compreso il compositore Jeff Russo che ha creato il tema della sigla e la colonna sonora originale della serie. Le riprese sono state effettuate a Toronto, in Canada, sul set di Discovery.
Nel gennaio 2019 due nuovi cortometraggi sono stati aggiunti e quattro nuovi episodi live action sono stati annunciati nel giugno del 2019. La seconda stagione di Short Treks è stata trasmessa tra l'ottobre 2019 e il gennaio 2020, tra la seconda stagione di Discovery e la prima stagione di Picard, con l'ultimo episodio utilizzato quale teaser trailer della seconda serie e tre episodi come trailer di Strange New Worlds. Gli episodi animati sono stati creati dalla casa di effetti speciali Pixomodo, mentre un elenco di nuove composizioni sono stati supervisionate da Michael Giacchino, che ha composto la musica per la seconda stagione di cortometraggi.
La serie ha ricevuto recensioni favorevoli ed è stata candidata a diversi premi, compreso un Primetime Emmy Award.

## Trama
Ogni episodio di Star Trek: Short Treks racconta una storia autoconclusiva a sé stante che serve come "opportunità per approfondire la narrazione, i personaggi e i temi chiave di Star Trek: Discovery e dell'universo espanso di Star Trek".

## Episodi
| Stagione         | Episodi | Pubblicazione USA | Pubblicazione Italia |
| ---------------- | ------- | ----------------- | -------------------- |
| Prima stagione   | 4       | 2018-2019         | 2018-2019            |
| Seconda stagione | 6       | 2019-2020         | 7 maggio 2025        |

## Produzione

### Sviluppo
Nel giugno del 2018, dopo essere rimasto il solo showrunner della serie Star Trek: Discovery, Alex Kurtzman firmò un contratto di cinque anni con i CBS Studios per espandere il franchise di Star Trek oltre Discovery attraverso numerose nuove serie, miniserie e serie animate. Un mese dopo annunciò al Comic-On di San Diego che una miniserie costituita di quattro cortometraggi intitolata Star Trek: Short Treks, sarebbe uscita tra la prima e la seconda stagione di Discovery. Aggiunse che la serie avrebbe "raccontato storie autoconclusive, rivelando indizi su ciò che sarebbe accaduto nei futuri episodi di Star Trek: Discovery, introducendo il pubblico a nuovi personaggi che avrebbero ampliato il mondo di Star Trek". In seguito Kurtzman affermò che Short Treks era stato concepito come un modo per guadagnare tempo in modo da poter avere più tempo per lavorare alla seconda stagione di Discovery, così da avere un risultato migliore. I cortometraggi sono stati progettati per legarsi alla seconda stagione di Discovery, ma all'inizio sembrano autonomi, quindi le connessioni sarebbero state una sorpresa per i fan.
Nel dicembre 2018 il responsabile della CBS David Nevins rivelò che sarebbero stati pubblicati più cortometraggi tra la fine della seconda stagione di Discovery e l'uscita della nuova serie Picard. Un mese dopo venne confermato che CBS All Access aveva ordinato due nuove puntate di Short Treks da pubblicare in quel periodo, entrambe sviluppate attraverso la tecnica dell'animazione. Kurtzman descrisse i cortometraggi come espansione della "definizione di Star Trek" permettendo loro di raccontare "storie molto intime ed emotive che sono storie secondarie dei personaggi. Quindi ottieni il beneficio dell'esperienza in sé e per sé, ma poi quando guardi Discovery scopri che tutto questo stava preparando le cose" della serie principale. A febbraio Kurtzman suggerì che i futuri cortometraggi si sarebbero potuti collegare direttamente ad altri nuovi Star Trek ed essere utilizzati per presentare nuove idee al pubblico e creare misteri. Al Comic-Con di San Diego del 2019, Kurtzman annunciò che la seconda stagione di Short Treks sarebbe stata composta da quattro nuovi cortometraggi live-action e dai due cortometraggi animati precedentemente annunciati. Dopo la fine della seconda stagione nel gennaio del 2020, Kurtzman ha affermato che la serie è stata un modo interessante per testare sia nuove storie che nuovi registi, i cui scrittori, registi e compositori avrebbero continuato a lavorare in altre serie di Star Trek. Ha anche detto che questo racconto in forma breve era "soddisfacente" paragonando gli Short Treks ai cortometraggi creati dalla Pixar.
Sempre nel gennaio 2020, Kurtzman e la sceneggiatrice Kirsten Beyer rivelarono che una della prime idee discusse per Short Treks era una storia con Nichelle Nichols che riprendeva il suo ruolo originale di Uhura. Il cortometraggio avrebbe visto un giovane Jean-Luc Picard visitare Uhura in ospedale e ricevere una missione relativa ai Borg. Kurtzman e la Beyer non hanno spiegato perché l'idea sia poi stata abbandonata, ma hanno affermato che queste discussioni portarono allo sviluppo di Star Trek: Picard, con protagonista un vecchio Jean-Luc Picard. Kurtzman ha aggiunto che questa storia potrebbe ancora venir raccontata in futuro. A marzo Chabon ha affermato che non c'erano piani per l'uscita di cortometraggi basati su Picard tra la prima e la seconda stagione di quella serie. Dopo che la serie ha ricevuto una nomination agli Emmy Award nel luglio 2020, Kurtzman ha affermato che sperava che il riconoscimento avrebbe portato alla produzione di più "brevi viaggi". Ha espresso interesse di espandere il franchise di Star Trek in una "miriade di altre direzioni" con cortometraggi futuri, inclusa la possibilità di realizzare un cortometraggio musicale e un cortometraggio in bianco e nero.

### Ripreselive-action
Dei primi quattro cortometraggi ordinati nel luglio 2018, tre avrebbero dovuto presentare personaggi di Discovery, con Mary Wiseman, Doug Jones, e Rainn Wilson che riprendevano i ruoli di Silvia Tilly, Saru e Harry Mudd, rispettivamente in un cortometraggio per ciascuno. Il cortometraggio su Saru ne avrebbe esplorato le origini; quello su Mudd sarebbe stato diretto dallo stesso Wilson; mentre Aldis Hodge avrebbe dovuto interpretare un nuovo personaggio di nome Craft nel quarto documentario. I cortometraggi hanno utilizzato i set di Star Trek: Discovery a Toronto, in Canada. Ad agosto, Wilson ha rivelato che il suo cortometraggio era stato scritto da uno sceneggiatore della popolare serie animata di fantascienza Rick and Morty, descrivendolo come "molto divertente e strano. Vi si possono trovare situazioni aliene mai viste prima nel canone di Star Trek e ne sono elettrizzato". Ha aggiunto che nel realizzareil cortometraggio ha pensato che fosse ambientato dopo la sua ultima apparizione in Discovery, Toglie di senno fin anche i più saggi (Magic to Make the Sanest Man Go Mad), ma di questo non ne era del tutto certo, perché "sta da solo" e "non si lega davvero a Discovery". Lo sceneggiatore del suo cortometraggio si è rivelato successivamente essere Mike McMahan, un vero fan di Star Trek, che ha creato un'altra delle nuove serie del franchise, la serie animata commedia Star Trek: Lower Decks.
A ottobre Mary Wiseman ha dichiarato che il cortometraggio di cui è protagonista, In fuga (Runaway), "mette in luce un po' chi è questo personaggio" e introduce la madre di Tilly, ma per il resto non avrebbe influenzato la seconda stagione, quindi chiunque non avesse visto il corto poteva ancora capire la serie principale. Per questo motivo il cortometraggio non ha avuto una collocazione temporale esatta nella cronologia della serie, anche se Jones ha sottolineato che l'acconciatura di Tilly nel corto indicano che questo si svolge durante la seconda stagione, a causa del cambiamento di taglio di capelli avvenuto tra le due stagioni. Nel corto di cui è protagonista Doug Jones, La stella più brillante (The Brightest Star), ha confermato essere ambientato prima dell'inizio di Discovery ed esplorare come Saru si unisca alla Flotta Stellare. Ha anche affermato che il cortometraggio si sarebbe legato alla seconda stagione con collegamenti e rimandi, ma l'idea era ancora che il corto e la seconda stagione di Discovery fossero indipendenti. Lo sceneggiatore del cortometraggio interpretato da Aldis Hodge, Calypso, il romanziere Michael Chabon, ha raccontato di aver lavorato a un progetto cinematografico con il produttore di Discovery Akiva Goldsman all'inizio dello sviluppo dei cortometraggi e, tramite Goldsman, si è unito alla serie come sceneggiatore per questo cortometraggio e come showrunner della serie Star Trek: Picard. Quest cortometraggio rappresenta anche il primo lavoro di Chabon per la televisione.
Dopo la conferma che Anson Mount avrebbe lasciato Star Trek: Discovery alla fine della seconda stagione, i fan hanno iniziato a fare pressione, anche attraverso petizioni online, perché tornasse per riprendere il ruolo di Christopher Pike in uno spin-off ambientato sulla USS Enterprise, assieme a Rebecca Romijn nei panni di Numero Uno e di Ethan Peck in quelli di Spock. Mount e Peck hanno entrambi risposto positivamente all'idea. Nell'aprile del 2019 Kurtzman ha espresso anch'egli interesse nell'idea, affermando: "I fan sono stati ascoltati. Tutto è possibile nel mondo di Star Trek. Mi piacerebbe riportare quel cast più di ogni altra cosa." Annunciando la seconda stagione di Short Treks al San Diego Comi-Con 2019, Kurtzman ha confermato che tre delle nuove storia avrebbero visto protagonisti gli attori dell'Enterprise, mentre il quarto cortometraggio live-action avrebbe rappresentato una sorta di teaser trailer per Picard, ambientato 15 anni prima dell'inizio della serie. Kurtzman ha inoltre affermato che i cortometraggi basati sull'equipaggio dell'Enterprise, sarebbero stati un modo per riportare indietro personaggi e attori ora che la Discovery era stata inviata nel futuro a partire dalla sua terza stagione, ma che queste nuove storia non avrebbero precluso la realizzazione di una potenziale serie spin-off con il cast dell'Enterprise. Quando la serie con progaonisti Mount, Peck e la Romijn, intitolata Star Trek: Strange New Worlds, è stata ufficialmente ordinata da CBS All Access nel maggio 2020, Dominic Patter di Deadline, ha affermato che i corti di Short Treks ambientati sull'Enterprise, ora sembravano quasi dei test per Strange New Worlds.

### Animazione
Kurtzman ha spiegato nel febbraio 2019 che i primi due cortometraggi animati avrebbero avuto uno stile di animazione diverso da Lower Decks. Ha aggiunto che il primo cortometraggio sarebbe stato diretto dal regista di Discovery Olatunde Osunsanmi e il secondo dal compositore Michael Giacchino (che ha scritto la colonna sonora per i film della Kelvin Timeline, che Kurtzman ha cosceneggiato). Il produttore Heather Kadin ha affermato che i cortometraggi animati avrebbero risposto alle domande che le precedenti stagioni di Discovery avevano lasciato in sospeso, mentre Kurtzman ha elaborato i due corti in modo tale da avere diversi stili di animazione in base alla storia e al tono di ogni puntata. L'animazione è stata elaborata da Pixomondo.
Le idee per i primi due corti furono impostate prima che Giacchino si unisse e fosse in grado di scegliere quale avrebbe diretto; successivamente il musicista scelse Ephrain e Dot. Discovery originariamente includeva un tardigrado di nome Ephraim, ma l'idea fu abbandonata a causa del budget. Un tardigrado maschio di nome Ephraim fu quindi introdotto nel romanzo Dead Endless. I droidi di riparazione DOT-7 erano stati introdotti nel finale della seconda stagione di Discovery; Giacchino voleva che il corto fosse come un episodio di Tom & Jerry ambientato sull'Enterprise. I disegni originali per Ephraim erano basati sui tardigradi che Pixomondo aveva creato per Discovery, che sembravano molto più simili a veri tardigradi, ma Giacchino chiese di aggiungere occhi e bocca in modo che l'animale potesse esprimere chiaramente le emozioni. Allo stesso modo, il modello per Dot fu progettato per allungarsi e muoversi in modi che un vero robot non farebbe mai, anch'esso per mostrare le proprie emozioni. Tutto ciò faceva parte dell'obiettivo di Giacchino, ossia utilizzare le tradizionali tecniche di animazione, come quelle viste nelle opere di Tex Avery, per dare al corto uno stile più retrò rispetto alla computer grafica. Il corto si svolge in 30 anni di storia televisiva e cinematografica di Star Trek e Giacchino era entusiasta di includere diverse easter egg ad altre parti del franchise. Il corto ricrea scene degli episodi della serie originale Spazio profondo, Al di là del tempo, Dominati da Apollo, La macchina del giudizio universale, La ragnatela tholiana e Sfida all'ultimo sangue, così come dei film Star Trek II - L'ira di Khan (1982) e Star Trek III - Alla ricerca di Spock (1984). L'audio originale di alcuni episodi è stato riutilizzato per queste scene. Il corto termina con la USS Enterprise etichettata come NCC-1701-A, che è una nave successiva: Giacchino ha riconosciuto questo errore dopo l'uscita dell'episodio e ha detto che potrebbe essere affrontato più avanti.
La bambina che creò le stelle, diretto da Osunsanmi, è nato dallo sceneggiatore di Discovery Brandon Schulze, che voleva approfondire il personaggio di Mike Burnham, padre della protagonista Michael: Schulze si identificava con il personaggio, un uomo di colore con una giovane figlia. Schulze aveva co-scritto l'episodio che ha introdotto Kenric Green nei panni di Mike in Discovery e aveva lanciato l'idea per il finale della seconda stagione in cui Mike sarebbe stato mostrato in un flashback raccontando a Michael la storia di una giovane ragazza africana. Ciò avrebbe rispecchiato la première della seconda stagione in cui Michael racconta quella storia. Il flashback non si adattava però al finale di stagione, ma a Kurtzman l'idea piacque e fu sviluppata in un episodio animato con Green che ha ripreso il suo ruolo. La storia si basa su una vera leggenda africana: Schulze voleva portarla nel mondo di Star Trek aggiungendo alcuni dettagli come l'introduzione di un alieno. Osunsanmi si sentiva a suo agio a lavorare con Pixomondo, dopo aver collaborato con l'azienda sugli effetti visivi di Discovery; spiegò che il corto era animato, e non live-action, per provare a catturare la magia che volevano la storia avesse, e per questo non voleva che lo stile fosse troppo realistico. I disegni dei Burnham erano basati sulle apparizioni in Discovery, mentre la parte africana del corto si basa su immagini dell'Africa e delle tribù africane di tutto il continente.

## Colonna sonora
Il compositore di Discovery Jeff Russo ha musicato la prima stagione: ha basato il tema principale sul suo tema di Discovery. All'inizio non era sicuro di come musicare l'episodio Calypso, se fare la musica simile a quella di Discovery a causa della presenza dell'omonima nave stellare, oppure se renderla intenzionalmente diversa a causa del tempo differente in cui il corto è ambientato. Russo è stato infine ispirato dalla sequenza di danza a fine episodio. Tre tracce della colonna sonora dell'episodio Il mago delle evasioni sono state pubblicate sull'album della colonna sonora della seconda stagione di Discovery. L'album è stato pubblicato digitalmente da Lakeshore Records il 19 luglio 2019.
Quando iniziò la produzione della seconda stagione, Russo stava lavorando per Star Trek: Picard e non aveva il tempo per i Short Treks, anche se Kurtzman gli chiese di comporre la musica per Figli di Marte a causa del legame di questo episodio con Picard. Giacchino doveva comporre la musica per il suo Ephraim e Dot e Kurtzman gli chiese di musicare anche il resto dei corti; Giacchino all'epoca era impegnato dei con progetti cinematografici e suggerì di assumere un gruppo diversificato di compositori che riteneva fosse nello spirito di Star Trek: Nami Melumad per Domande e risposte, Sahil Jindal per Il problema con Edward, Andrea Datzman per Non chiederti, Kris Bower per La bambina che creò le stelle. Due tracce di Figli di Marte composte da Russo sono state pubblicate nell'album della colonna sonora della prima stagione di Picard. Melumad ha successivamente contribuito a comporre le musiche anche per Prodigy e per Strange New Worlds.

## Distribuzione

### Streaming
I cortometraggi della prima stagione sono stati distribuiti negli Stati Uniti su CBS All Access. Bell Media ha trasmesso la serie in Canada, sui canali tematici CTV Sci-Fi Channel (in inglese) e Z (in francese, prima di trasmettersi in streaming su Crave. I primi quattro cortometraggi sono stati distribuiti mensilmente a partire da ottobre 2018 e terminando a gennaio 2019. Alla fine di gennaio la prima stagione è stata resa disponibile per i paesi al di fuori degli Stati Uniti e del Canada su Netflix, nella sezione Trailer and More della pagina Star Trek: Trekmovie del servizio di streaming.
I primi due cortometraggi della seconda stagione sono stati pubblicati nell'ottobre 2019 negli Stati Uniti e in Canada, con uscite mensili fino a gennaio 2020. Dopo che la seconda serie di cortometraggi è stata pubblicata su All Access, Kurtzman si aspettava che sarebbero stati distribuiti anche su Netflix, "ad un certo punto". La seconda stagione è stata resa disponibile gratuitamente negli stati uniti su CBS.com, per le app mobile CBS e su YouTube, dal 17 al 31 agosto 2020, come parte della campagna per la candidatura della serie agli Emmy Awards. Nel settembre 2020 ViacomCBS ha annunciato che CBS All Access sarebbe stato ampliato e ribattezzato Paramount+ nel marzo 2021. Gli episodi esistenti di Short Treks rimarranno disponibili su Paramount+.

### Home video
I due cortometraggi della prima stagione che si legano direttamente alla seconda stagione di Discovery, ovvero In fuga e La stella più brillante, sono stati inclusi nei cofanetti in Blu-ray e DVD insieme a tutti gli episodi della stessa stagione e diversi contenuti aggiuntivi. Questo cofanetto è stato distribuito negli Stati Uniti il 12 novembre 2019. Un'edizione home video che raccoglie nove cortometraggi della serie è stata pubblicata negli Stati Uniti il 2 giugno 2020. Questa edizione contiene i quattro cortometraggi della prima stagione, In fuga, Calypso, La stella più brillante e Maestro di evasioni; i tre cortometraggi anticipatori di Strange New Worlds, Q&A, The Trouble With Edward e Ask Not; i primi due cortometraggi animati, Ephraim & Dot e The Girl Who Made the Stars. La raccolta include anche alcuni contenuti aggiuntivi sulla creazione e i commenti audio degli sceneggiatori Alex Kurtzman e Jenny Lumet, per In fuga, e dell'attore Anson Mount, per Ask Not. Children of Mars è stato distribuito il 6 ottobre 2020 nel cofanetto della prima stagione di Picard. L'edizione contiene un commento audio degli sceneggiatori Kurtzman, Lumet e Kristen Beyer.

### Edizione italiana
Inizialmente, delle due stagioni soltanto la prima è stata doppiata in italiano e distribuita su Netflix. Due episodi della prima stagione, In fuga e La stella più brillante, sono stati pubblicati in italiano nei cofanetti della seconda stagione di Star Trek: Discovery, mentre l'episodio Children of Mars è stato pubblicato in lingua originale con i sottotitoli in italiano nel cofanetto della prima stagione di Star Trek: Picard. Non è stata finora resa disponibile un'edizione italiana del cofanetto contenente le due stagioni di Short Treks. Il 7 maggio 2025 Paramount+ ha ripubblicato la serie; la seconda stagione è pubblicata anche con il doppiaggio italiano.

## Riconoscimenti
- 2019 - Golden Reel Awards
  - Live Action Under 35:00 per l'episodio La stella più brillante[50]
- 2019 - Costume Designers Guild Awards
  - Candidatura come Excellence in Short Film Design a Gersha Phillips per l'episodio La stella più brillante[51]
- 2020 - Golden Reel Awards
  - Candidatura come Live Action Under 35:00 per The Trouble with Edward[52]
- 2020 - Primetime Emmy Awards
  - Candidatura come Outstanding Short Form Comedy or Drama Series[53]